# フィリップ・アンダーソン
フィリップ・ウォーレン・アンダーソン（Philip Warren Anderson、1923年12月13日 - 2020年3月29日）は、アメリカの物理学者。プリンストン大学教授。1977年、ネヴィル・モット、ヴァン・ヴレックとともにノーベル物理学賞受賞。

## 人物
インディアナポリスで生まれ、イリノイ州のアーバナで育つ。ハーバード大学在学中にアメリカ海軍調査研究所に勤務し、1943年に卒業、同大学院のジョン・ヴァン・ヴレックの指導の下、1949年に物理学のPh.D.を取得。同年から1984年まで、ニュージャージー州のベル研究所に勤務し、物性物理学を研究。1967年からケンブリッジ大学教授、1984年からプリンストン大学教授を務めた。
2006年、ホセソレルによる、論文の引用数を基にした統計的研究において、世界で最も創造的な物理学者であるとされた。
2020年3月29日、死去。

## 主な業績
- 超交換相互作用（磁性）
- アンダーソン模型（磁性）
- アンダーソン局在
- エドワーズ・アンダーソン理論（スピングラス）
- RVB（超伝導）

## 主な受賞歴
- 1964年 オリバー・E・バックリー凝縮系賞
- 1977年 ノーベル物理学賞[2]
- 1982年 アメリカ国家科学賞

## 著書
- Concepts in Solids ISBN 9810231954
- Basic Notions of Condensed Matter Physics ISBN 0201328305
- The Theory of Superconductivity in the High Temperature Cuprates ISBN 0691043655

## 日本との関わり
- 1953年には、国際理論物理学会東京&京都で来日した。
- 1989年 日本学士院 外国人会員
- 2002年12月10日 東京大学名誉博士[3]
- 2003年1月8日 東京大学名誉博士称号授与を記念し, 物性研究所に記念植樹が行われる。記念碑には彼の著名な語句 "More is different" が刻まれている[3]。
- 日本棋院 名誉三段「自分はノーベル賞受賞者としては川端康成氏についで二番目に碁が強い」と週刊碁 紙に語ったとされる[4]。